# Pedro Fernández de Jaén
Pedro Fernández de Jaén, O.P. (Jaén, España, ? - ?) fue un prelado católico que se ocupó el cargo de obispo titular de Drivastum, obispo auxiliar de Jaén.

## Biografía
Nació en Jaén. Fue nombrado obispo auxiliar de Jaén el 20 de marzo de 1525, siendo consagrado el 2 de abril de ese mismo año en Roma por Paride Grassi, obispo de Pesaro.